# Certification complémentaire
Une certification complémentaire est une certification permettant aux enseignants titulaires ou stagiaires de l'Éducation nationale de valider des compétences particulières qui ne relèvent pas du champ de leur concours. Pour avoir cette certification, il faut passer un examen.
Il existe plusieurs certifications complémentaires :
- En français langue seconde (FLS) ;
- En art, avec quatre options : cinéma et audiovisuel, danse, histoire de l'art, théâtre ;
- En langue étrangère, dans une discipline non linguistique (par exemple, pour enseigner l'histoire-géographie en allemand) ;
- En langue des signes française ;
- En langues et cultures de l'Antiquité, avec deux options : grec, latin.